# 101 California Street Shooting
101 California Street Shooting bezeichnet einen Massenmord, der am 1. Juli 1993 in San Francisco stattfand. Dabei erschoss ein Amokläufer acht Menschen. Das Ereignis war mitverantwortlich für die Einführung strengerer Waffengesetze in den Vereinigten Staaten.
Am Nachmittag des 1. Juli betrat der 55-jährige Unternehmer Gian Luigi Ferri eine Anwaltskanzlei in einem Wolkenkratzer an der California Street 101. Er schoss auf mehreren Stockwerken mit zwei TEC-9-Pistolen und tötete dabei acht Menschen und verletzte sechs. Kurz bevor ihn die Polizei festnehmen konnte, erschoss er sich selbst.
Die Frage nach dem Motiv blieb ungeklärt. Ferri, der kurz zuvor Privatinsolvenz anmelden wollte, hinterließ einen wirren Brief, in dem er mehreren Unternehmen, Personen und Behörden sowie einer Vergiftung durch Natriumglutamat die Schuld an seinem Scheitern als Geschäftsmann gab. Mit der betroffenen Anwaltskanzlei hatte er 1981 marginalen geschäftlichen Kontakt.
Die Tat war einer der Auslöser für die Einführung eines zeitlich begrenzten bundesweiten Verbots sogenannter „Angriffswaffen“ im Jahr 1994. Unter diese Definition fielen auch die von Ferri verwendeten halbautomatischen TEC-9-Pistolen, da sie mit einem modifizierten Abzug eine Feuerrate nahe der einer vollautomatischen Waffe erlaubten, sowie mit Magazinen versehen waren, die 32 Patronen beinhalteten.